# Tensift
Tensift je řeka na severozápadě Afriky v Maroku. Je 270 km dlouhá.

## Průběh toku
Pramení na svazích hřbetu Vysoký Atlas. Ústí do Atlantského oceánu.

## Vodní režim
Na konci léta má nejnižší úroveň hladiny. V zimě a na jaře dochází ke krátkým, ale prudkým povodním.

## Využití
Využívá se k zavlažování.